# Sportåret 1919

## Händelser

### Bandy
- 16 februari - IFK Uppsala blir svenska mästare genom att finalslå IK Göta med 8-2 på Stockholms stadion.[1]
- 23 februari  - Sverige spelar i Helsingfors sin första landskamp i bandy, och förlorar med 1-4 mot Finland.[2]

### Baseboll
- 9 oktober - National League-mästarna Cincinnati Reds vinner World Series med 5-3 i matcher över American League-mästarna Chicago White Sox.[3] Ett antal spelare i White Sox anklagas och stängs av för att avsiktligt ha förlorat matchserien, något som kom att kallas "Black Sox-skandalen".

### Boxning
- 4 juli - Den amerikanske tungviktsboxaren Jack Dempsey erövrar världsmästartiteln från Jess Willard.

### Fotboll
- 11 maj - Paraguay spelar sin första officiella landskamp i fotboll, då man i Asunción åker på stryk med 1-5 mot Argentina.[4]

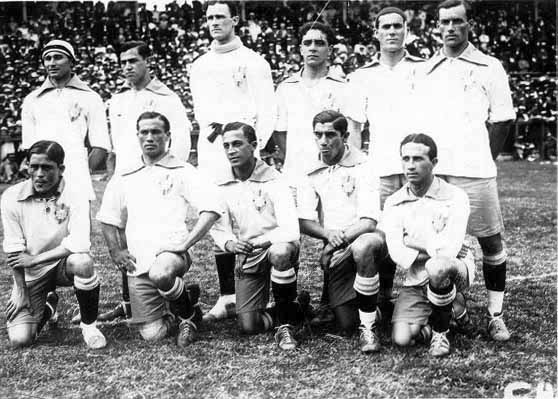
Brasiliens segrande lag i sydamerikanska mästerskapet.

- 29 maj – Brasilien vinner sydamerikanska mästerskapet i Uruguay genom att finalbesegra Uruguay med 1-0.[5]
- 19 oktober – GAIS blir svenska mästare efter finalseger med 4–1 över Djurgårdens IF. Matchen spelas på Stockholms stadion.[6]
- Okänt datum – Svenska serien kan inte fullföljas på grund av spanska sjukan. IFK Göteborg ledde serien (som bestod av fyra lag från Stockholm och Göteborg) efter fem spelade matcher.
- Okänt datum – Akademisk Boldklub blir danska mästare

### Friidrott
- Carl Linder, USA vinner Boston Marathon. [7]

### Ishockey
- 1 april - Stanley Cup-finalserien mellan Montreal Canadiens och Seattle Metropolitans avbryts och ställs in på grund av spanska sjukan.

## Födda
- 31 januari - Jackie Robinson, amerikansk basebollspelare.
- 13 september - Olle Anderberg, svensk brottare.
- 15 september – Fausto Coppi, italiensk professionell cyklist med 145 segrar under sin aktiva tid.
- 21 november - Gert Fredriksson, svensk kanotist.
- 15 december - Åke Seyffarth, svensk idrottsman, (skridsko, cykel).

## Avlidna
- 21 augusti – Lawrence Doherty, brittisk tennisspelare, ett OS-guld, vinnare av Wimbledons singelturnering fem gånger och dubbelturnering åtta gånger.
- 28 augusti – Adolf Schmal, österrikisk cyklist, olympisk guld- och bronsmedaljör.

## Rekord

### Friidrott
- 7 juni – University of Pennsylvania, USA förbättrar världsrekordet på 4 x 200 m till 1.27,8 min
- 13 juli - Jonni Myyrä, Finland förbättrar sitt eget världsrekord i spjutkastning till 65,55 m
- 15 augusti - svensk världsrekord i stafettlöpning 4 x 1 500 m, IK Göta (med Gustaf Peterson, Josef Lindbom, Sven Lundgren och Rudolf Falk), Stockholm, Sverige, med 16.04,2 min
- 24 augusti - Jonni Myyrä, Finland förbättrar sitt eget världsrekord i spjutkastning till 66,10 m
- 16 november – Jean Bouin, Frankrike förbättrar världsrekordet på 10 000 m till 30.58,8 min

### Simning
- 17 augusti - Erna Murray, Tyskland sätter nytt världsrekord på 100 m bröstsim, damer med 1.33,2 min
- 17 augusti – Gertrude Ederle, USA sätter nytt världsrekord på 800 m frisim, damer med 13.19,2 min

## Bildade föreningar och klubbar
- 18 mars – Valencia CF, spansk fotbollsklubb.
- 17 oktober – Leeds United FC, engelsk fotbollsklubb.
- 13 augusti - Leksands IF, svensk idrottsförening, med åren framför allt känd genom ishockeyframgångar.
- 1 november - Gårda BK[8][9]

### Fotnoter
1. ↑  Erik Jonsson (16 februari 1919). ”1907–1919”. Svenska Bandyförbundet. Arkiverad från originalet den 14 februari 2015. https://web.archive.org/web/20150214185248/http://www.svenskbandy.se/BANDYFINALEN/HISTORIK/Svenskamastare/Herrar/1907-1919/. Läst 1 september 2011.
2. ↑  Gustafsson, Stig. Bollsportens först och störst. Forum
3. ↑  ”1919 World Series” (på engelska). Baseball-Reference.com. http://www.baseball-reference.com/postseason/1919_WS.shtml. Läst 16 juli 2015.
4. ↑  ”Paraguay - International Results” (på engelska). RSSSF. http://www.rsssf.com/tablesp/para-intres.html. Läst 20 augusti 2011.
5. ↑  ”South American Championship 1919” (på engelska). RSSSF. http://www.rsssf.com/tables/19safull.html. Läst 16 augusti 2011.
6. ↑  Jimmy Lindahl (14 mars 2000). ”Svenska mästare i fotboll 1896–1925”. Bolletinen. http://www.bolletinen.se/sfs/allsvenskan/sm1896.pdf. Läst 10 oktober 2011.
7. ↑  ”Boston Marathon”. Arkiverad från originalet den 27 april 2015. https://web.archive.org/web/20150427035419/http://www.baa.org/races/boston-marathon/boston-marathon-history/past-champions/past-mens-open-champions.aspx. Läst 9 april 2011.
8. ↑  Martin Alsiö (14 mars 2004). ”De allsvenska klubbarnas födelsedagar”. Bolletinen. http://www.bolletinen.se/sfs/allsvenskan/grundades.pdf. Läst 18 februari 2015.
9. ↑  Thomas Ejderhov (15 september 2019). ”Leksands historia började med bandy” (på svenska). Idrottens affärer. http://www.idrottensaffarer.se/event/2019/09/och-allt-borjade-med-bandy%E2%80%A6. Läst 25 mars 2020.